# Rutiderma hartmanni
Rutiderma hartmanni är en kräftdjursart som beskrevs av Poulsen 1965. Rutiderma hartmanni ingår i släktet Rutiderma och familjen Rutidermatidae. Inga underarter finns listade i Catalogue of Life.